# Cal Bonic (la Coma)
Cal Bonic és una masia del poble de la Coma, al municipi de la Coma i la Pedra, a la Vall de Lord (Solsonès).